# اندیس باریتین پازنو
باریتین پازنو یک اندیس غیرفلزی است که در حوالی شهر اردستان استان اصفهان قرار دارد و مادهٔ معدنی موجود در آن، باریت است.سنگ میزبان این اندیس آهک است و دیرینگی آن به دوران کرتاسه می‌رسد. 